# سیتیا
سیتیا (به لاتین: Sitia) یک شهرک در یونان است.